# Neosericornis
Neosericornis (Struiksluipers) is een geslacht van zangvogels uit de familie Australische zangers (Acanthizidae). Dit geslacht telt één soort die voorkomt in delen van de oostelijke kust van Australië.

## Soort
- Neosericornis citreogularis – Geelkeelstruiksluiper

## Taxonomie
De geelkeelstruiksluiper werd beschreven en geïllustreerd in 1838 door de Engelse vogelkenner en ornitholoog John Gould en kreeg de binominale naam Sericornis citreogularis. De soortnaam is afgeleid van de Latijnse termen cǐtreus met betrekking tot citrus en gǔla 'keel', vandaar 'geelkeel'. De noordelijke ondersoort cairnsii werd in 1912 beschreven door amateur-ornitholoog Gregory Mathews. De geelkeelstruiksluiper werd vroeger in het geslacht Sericornis geplaatst, maar een fylogenetische analyse van mitochondriale DNA-sequenties die in 2018 werd gepubliceerd, wees uit dat de soort niet nauw verwant was aan andere struiksluipers, noch aan de muiszangers. De soort werd daarom toegewezen aan het aparte geslacht Neosericornis, dat in 1912 door Mathews was voorgesteld. De geslachtsnaam Neosericornis is afgeleid van het Oudgrieks neos 'nieuw', serikos 'silken' en ornis 'vogel'.